# Cyproterone acetate
Codoterone acetate (CPA), được bán một mình dưới tên thương hiệu Androcur hoặc với ethinylestradiol dưới tên thương hiệu Diane hoặc Diane-35 trong số những loại khác, là một loại thuốc chống ung thư và proestin được sử dụng trong điều trị các tình trạng phụ thuộc androgen như mụn trứng cá, tóc quá mức tăng trưởng, dậy thì sớm và ung thư tuyến tiền liệt, là một thành phần của liệu pháp hormone nữ tính cho phụ nữ chuyển giới và trong thuốc tránh thai. Nó được điều chế và sử dụng cả một mình và kết hợp với estrogen và có sẵn để sử dụng cả bằng miệng và tiêm vào cơ bắp. CPA được thực hiện bằng miệng một đến ba lần mỗi ngày hoặc tiêm bằng cách tiêm một hoặc hai lần mỗi tuần.
Tác dụng phụ thường gặp của CPA liều cao ở nam giới bao gồm gynecomastia (phát triển vú) và nữ tính hóa. Ở cả nam và nữ, các tác dụng phụ có thể xảy ra của CPA bao gồm nồng độ hormone giới tính thấp, vô sinh có thể đảo ngược, rối loạn chức năng tình dục, mệt mỏi, trầm cảm, tăng cân và men gan cao. Ở liều rất cao ở người lớn tuổi, các biến chứng tim mạch đáng kể có thể xảy ra. Các phản ứng bất lợi nghiêm trọng nhưng hiếm gặp của CPA bao gồm cục máu đông, tổn thương gan và một số loại u não lành tính. CPA cũng có thể gây ra suy thượng thận do tác dụng cai thuốc nếu ngừng thuốc đột ngột với liều cao. CPA ngăn chặn tác động của androgen như testosterone trong cơ thể, điều này giúp ngăn chặn chúng tương tác với mục tiêu sinh học của chúng, thụ thể androgen (AR) và bằng cách giảm sản xuất bởi các tuyến sinh dục và do đó nồng độ của chúng trong cơ thể. Ngoài ra, nó có tác dụng giống progesterone bằng cách kích hoạt thụ thể progesterone (PR). Nó cũng có thể tạo ra các hiệu ứng giống như cortisol yếu ở liều rất cao.
CPA được phát hiện vào năm 1961. Ban đầu nó được phát triển dưới dạng proestin. Năm 1965, các hiệu ứng chống oxy hóa của CPA đã được phát hiện. CPA lần đầu tiên được bán trên thị trường, dưới dạng antiandrogen, vào năm 1973, và là loại antiandrogen đầu tiên được giới thiệu cho mục đích y tế. Vài năm sau, vào năm 1978, CPA được giới thiệu là một proestin trong thuốc tránh thai. Nó đã được mô tả như là một proestin "thế hệ đầu tiên". CPA có sẵn rộng rãi trên toàn thế giới. Một ngoại lệ là Hoa Kỳ, nơi nó không được chấp thuận sử dụng. CPA đã được mô tả là antiandrogen nguyên mẫu.

## Chống chỉ định
Chống chỉ định của CPA bao gồm:
- Quá mẫn cảm với CPA hoặc bất kỳ thành phần nào khác của thuốc
- Mang thai, cho con bú và cho con bú
- Tuổi dậy thì (trừ khi được sử dụng để điều trị dậy thì sớm hoặc dậy thì muộn)
- Bệnh gan và rối loạn chức năng gan
- Suy thận
- Hội chứng Dubin-Johnson và hội chứng cánh quạt
- Tiền sử vàng da hoặc ngứa kéo dài khi mang thai
- Lịch sử mụn rộp khi mang thai
- Các khối u gan trước đó hoặc hiện tại (chỉ khi không phải do di căn từ ung thư tuyến tiền liệt)
- U màng não trước hoặc hiện có, tăng prolactin máu hoặc prolactinoma
- Hội chứng đào thải (trừ ung thư tuyến tiền liệt không thể phẫu thuật)
- Trầm cảm nặng
- Các quá trình huyết khối trước đó hoặc hiện tại, cũng như đột quỵ và nhồi máu cơ tim
- Bệnh tiểu đường nặng với những thay đổi mạch máu
- Thiếu máu hồng cầu hình liềm

Khi CPA được sử dụng kết hợp với estrogen, chống chỉ định dùng thuốc tránh thai cũng cần được xem xét.

## Quá liều
CPA tương đối an toàn khi dùng quá liều cấp tính. Nó được sử dụng với liều rất cao lên tới 300 mg/ngày bằng miệng và 700 mg mỗi tuần bằng cách tiêm bắp. Để so sánh, liều CPA được sử dụng trong thuốc tránh thai là 2   mg / ngày. Không có trường hợp tử vong liên quan đến quá liều CPA. Không có thuốc giải độc đặc hiệu cho quá liều CPA, và điều trị nên dựa trên triệu chứng. Rửa dạ dày có thể được sử dụng trong trường hợp quá liều uống trong vòng 2 đến 3 vừa qua   giờ 

## Tương tác
Các chất ức chế và gây cảm ứng của cytochrome P450 enzym CYP3A4 có thể tương tác với CPA. Ví dụ về các chất ức chế CYP3A4 mạnh mẽ bao gồm ketoconazole, itraconazole, clotrimazole, và ritonavir, trong khi ví dụ về các thuốc gây cảm ứng CYP3A4 mạnh mẽ bao gồm rifampicin, rifampin, phenytoin, carbamazepine, phenobarbital, và St. John's wort. Một số loại thuốc chống co giật có thể làm giảm đáng kể mức CPA, tới 8 lần.

## Hóa học
CPA, còn được gọi là 1α, 2α-methylene-6-chloro-17α-acetoxy- 6-progesterone hoặc 1α, 2α-methylene-6-chloro-17α-hydroxypregna-4,6-diene-3,20-dione acetate, là một steroid tổng hợp mang thai và là một dẫn xuất acetylated của 17α-hydroxyprogesterone. Nó có cấu trúc liên quan đến các dẫn xuất 17α-hydroxyprogesterone khác như chlormadinone acetate, hydroxyprogesterone caproate, medroxyprogesterone acetate và megestrol acetate.

### Tổng hợp
Tổng hợp hóa học của CPA đã được công bố. Sau đây là một tổng hợp như vậy:

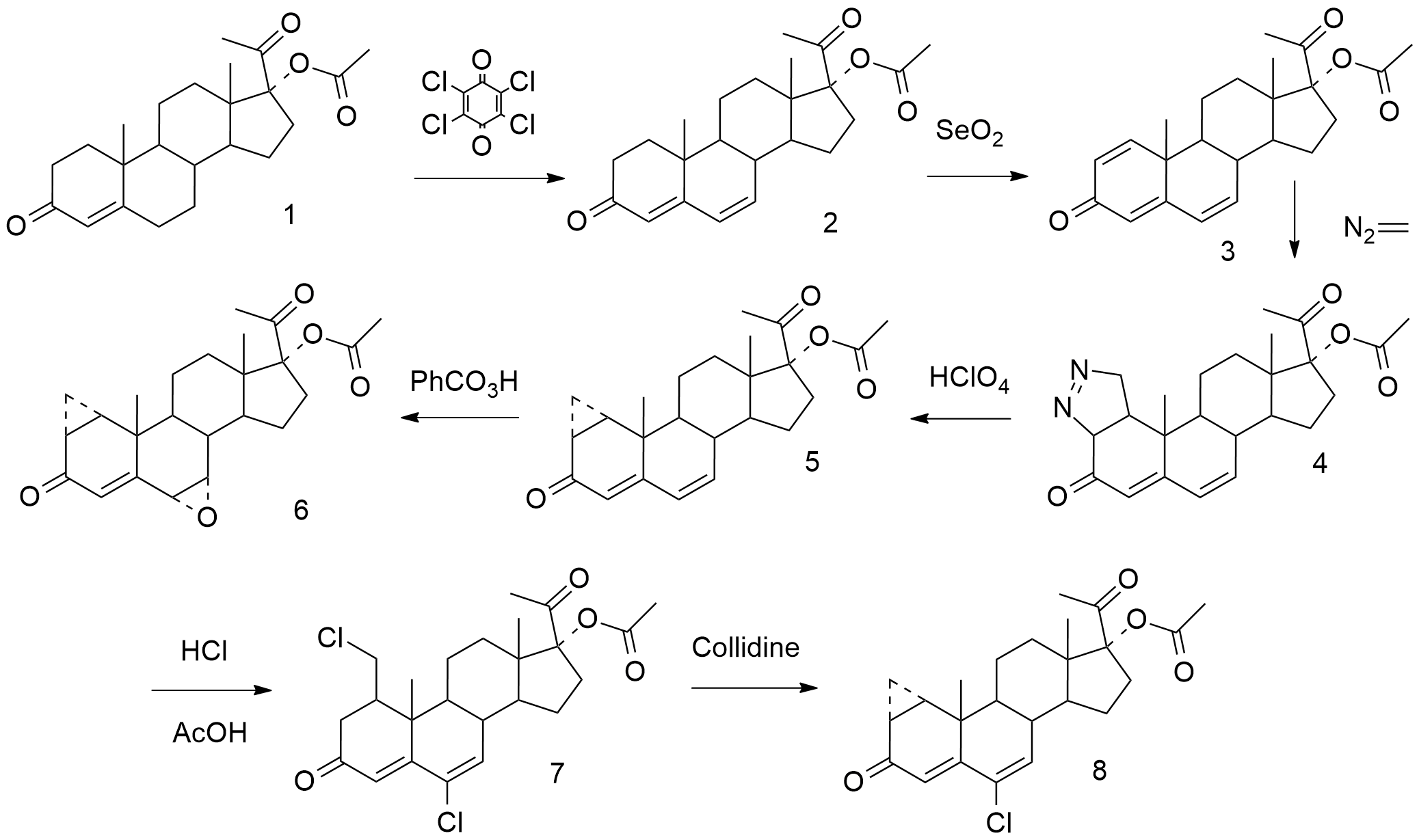
Tổng hợp một phần CPA, sử dụng hydroxyprogesterone acetate làm nguyên liệu ban đầu, bởi Wiechert & Neumann (1965) và Wiechert (1966).

## Lịch sử
CPA được tổng hợp lần đầu tiên vào năm 1961 bởi Rudolf Wiechert, một nhân viên của Schering và cùng với Friedmund Neumann ở Berlin, họ đã nộp đơn xin cấp bằng sáng chế cho CPA với tư cách là "đại lý tiên tri" vào năm 1962. Hoạt động chống oxy hóa của CPA được Hamada, Neumann và Karl Junkmann phát hiện vào năm 1963. Cùng với sự antiandrogens steroid benorterone (17α-methyl- B -nortestosterone; SKF-7690), cyproterone, BOMT (Ro 7-2340), và trimethyltrienolone (R-2956) và antiandrogens không steroid flutamide và DIMP (Ro 7-8117), CPA là một trong những thuốc chống ung thư đầu tiên được phát hiện và nghiên cứu.